# Tomás Pinto Brandão

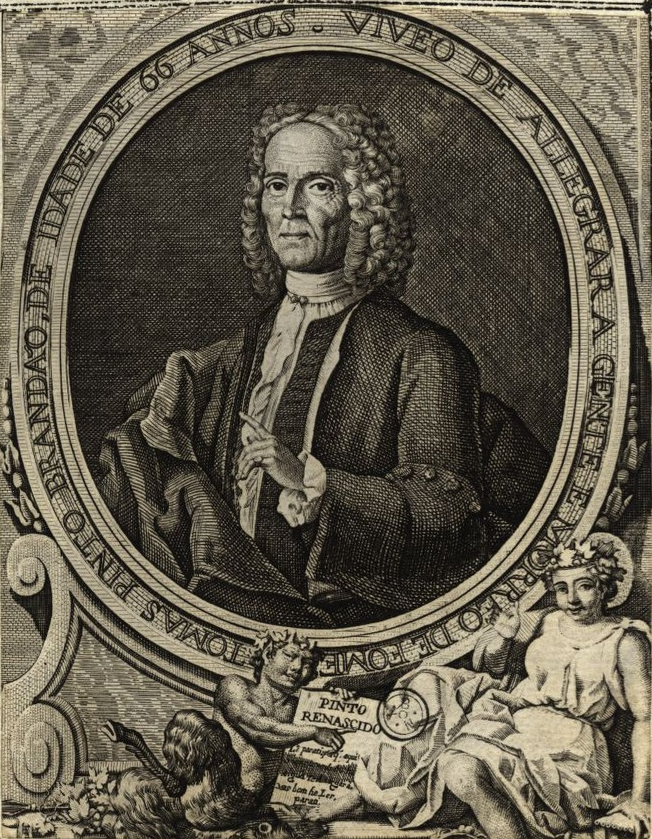
Tomás Pinto Brandão

Tomás Pinto Brandão, auch Thomaz Pinto Brandam, (* 1664 in Porto, Portugal; † Oktober 1743 in Lissabon, Portugal) war ein portugiesischer Lyriker.

## Leben und Wirken

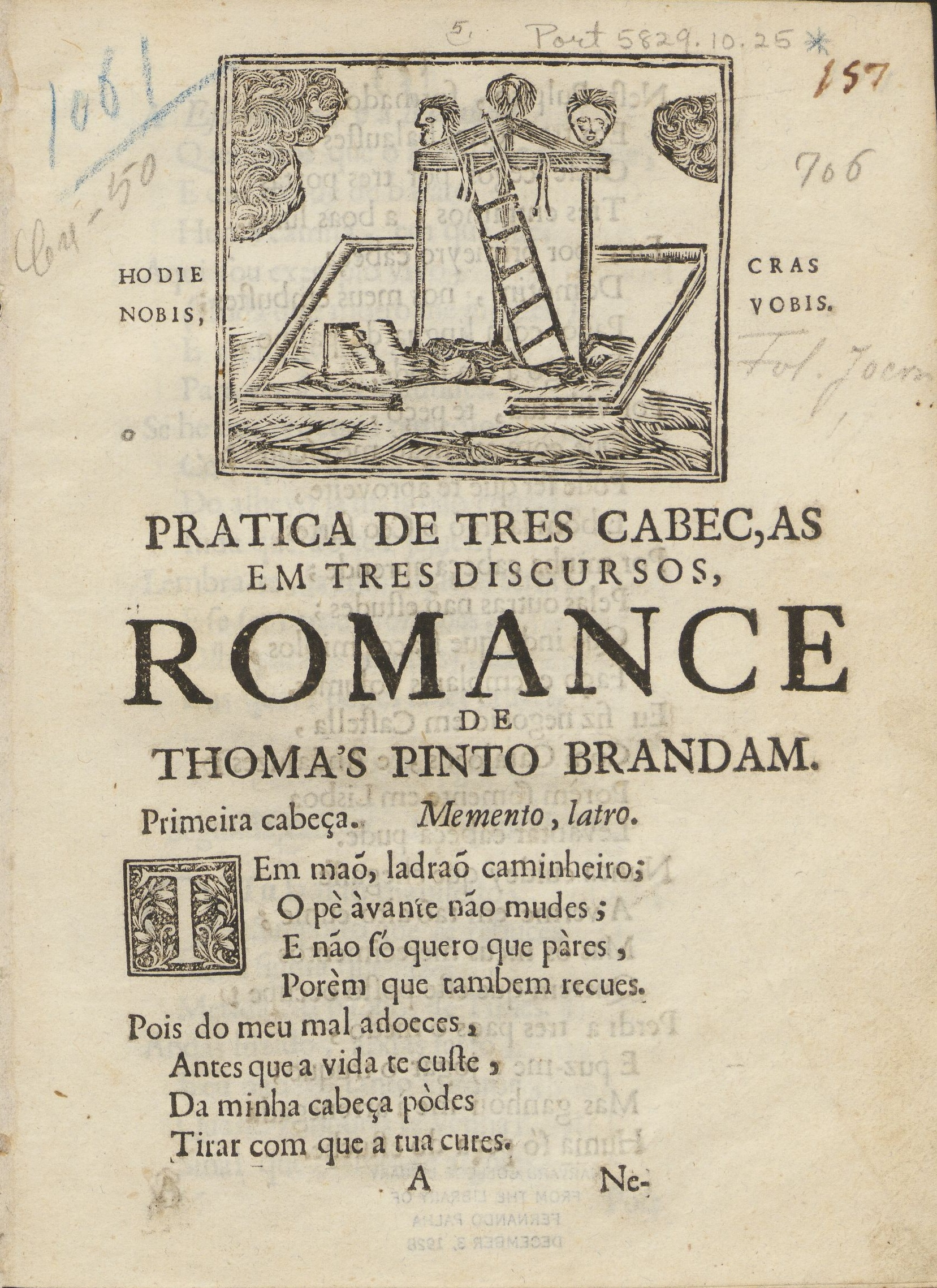
Pratica de tres cabeças em tres discursos, romance, 1729

Tomás Pinto Brandão war stark mit dem brasilianischen Schriftsteller Gregório de Matos befreundet. Sein Lebensweg führte ihn auch nach Brasilien und Angola. Einen großen Teil seines Lebens verbrachte er allerdings als Bohemien.
Seine Lyrik umfasste vor allem Gedichte, die als Sonette und Oktaven erhalten sind. Durch seine Ehrlichkeit und seine teilweise sehr obszönen Werke wurde er einer der populärsten Dichter Portugals im Barock, der aber danach keine Bedeutung mehr hatte. In seinen Versen verarbeitete der Schürzenjäger auch Liebschaften mit Comtessen, was seine Verse unter anderem so beliebt machte.

## Werk
- Practica de tres caleças em tres discursos, 1729, Lyrik.
- Descriçao da Ponte de Belem, 1729, Lyrik.
- Descriçao da Mafra e funçao real na sagraçao do convento de Mafra, 1730, Lyrik
- A quatro sevendijas, 1731, Lyrik.
- O pinto renascindo, empenado e dempenado, primeiro voo, 1732, Lyrik.